# 24 uur van Le Mans 2018
De 24 uur van Le Mans 2018 was de 86e editie van deze endurancerace. De race werd verreden op 16 en 17 juni 2018 op het Circuit de la Sarthe nabij Le Mans, Frankrijk. Het was de tweede race van het FIA World Endurance Championship-seizoen 2018-2019.
De race werd gewonnen door de Toyota #8 van Sébastien Buemi, Fernando Alonso en Kazuki Nakajima, die allemaal hun eerste Le Mans-zege behaalden. De LMP2-klasse werd oorspronkelijk gewonnen door de G-Drive #26 van Roman Rusinov, Andrea Pizzitola en Jean-Éric Vergne, maar het team werd gediskwalificeerd omdat zij hun tankinstallaties hadden aangepast zodat zij sneller brandstof in de auto's kon laden dan toegestaan. In plaats hiervan won de Signatech van Nicolas Lapierre, Pierre Thiriet en André Negrão. De LMGTE Pro-klasse werd gewonnen door de #92 Porsche van Michael Christensen, Kévin Estre en Laurens Vanthoor. De LMGTE Am-klasse werd gewonnen door de #77 Dempsey-Proton van Matt Campbell, Christian Ried en Julien Andlauer.

## Inschrijvingen
| No.                           | Team                              | Auto                         | Banden                   | Rijder 1                 | Rijder 2                 | Rijder 3                 |                          |
| LMP1 (10 inschrijvingen)      | LMP1 (10 inschrijvingen)          | LMP1 (10 inschrijvingen)     | LMP1 (10 inschrijvingen) | LMP1 (10 inschrijvingen) | LMP1 (10 inschrijvingen) | LMP1 (10 inschrijvingen) | LMP1 (10 inschrijvingen) |
| ----------------------------- | --------------------------------- | ---------------------------- | ------------------------ | ------------------------ | ------------------------ | ------------------------ | ------------------------ |
| 1                             | Rebellion Racing                  | Rebellion R13-Gibson         | M                        | André Lotterer           | Neel Jani                | Bruno Senna              |                          |
| 3                             | Rebellion Racing                  | Rebellion R13-Gibson         | M                        | Mathias Beche            | Gustavo Menezes          | Thomas Laurent           |                          |
| 4                             | ByKolles Racing Team              | ENSO CLM P1/01-Nismo         | M                        | Oliver Webb              | Dominik Kraihamer        | Tom Dillmann             |                          |
| 5                             | CEFC TRSM Racing                  | Ginetta G60-LT-P1-Mecachrome | M                        | Charlie Robertson        | Mike Simpson             | Léo Roussel              |                          |
| 6                             | CEFC TRSM Racing                  | Ginetta G60-LT-P1-Mecachrome | M                        | Oliver Rowland           | Alex Brundle             | Oliver Turvey            |                          |
| 7                             | Toyota Gazoo Racing               | Toyota TS050 Hybrid          | M                        | Mike Conway              | Kamui Kobayashi          | José María López         |                          |
| 8                             | Toyota Gazoo Racing               | Toyota TS050 Hybrid          | M                        | Sébastien Buemi          | Kazuki Nakajima          | Fernando Alonso          |                          |
| 10                            | DragonSpeed                       | BR Engineering BR1-Gibson    | M                        | Henrik Hedman            | Ben Hanley               | Renger van der Zande     |                          |
| 11                            | SMP Racing                        | BR Engineering BR1-AER       | M                        | Mikhail Aleshin          | Jenson Button            | Vitaly Petrov            |                          |
| 17                            | SMP Racing                        | BR Engineering BR1-AER       | M                        | Matevos Isaakyan         | Egor Orudzhev            | Stéphane Sarrazin        |                          |
| LMP2 (20 inschrijvingen)      |                                   |                              |                          |                          |                          |                          |                          |
| 22                            | United Autosports                 | Ligier JS P217-Gibson        | D                        | Phil Hanson              | Filipe Albuquerque       | Paul di Resta            |                          |
| 23                            | Panis Barthez Competition         | Ligier JS P217-Gibson        | M                        | Timothé Buret            | Julien Canal             | Will Stevens             |                          |
| 25                            | Algarve Pro Racing                | Ligier JS P217-Gibson        | D                        | Mark Patterson           | Ate de Jong              | Tacksung Kim             |                          |
| 26                            | G-Drive Racing                    | Oreca 07-Gibson              | D                        | Roman Rusinov            | Jean-Éric Vergne         | Andrea Pizzitola         |                          |
| 28                            | TDS Racing                        | Oreca 07-Gibson              | D                        | François Perrodo         | Matthieu Vaxivière       | Loïc Duval               |                          |
| 29                            | Racing Team Nederland             | Dallara P217-Gibson          | M                        | Frits van Eerd           | Giedo van der Garde      | Jan Lammers              |                          |
| 31                            | DragonSpeed                       | Oreca 07-Gibson              | M                        | Roberto González         | Pastor Maldonado         | Nathanaël Berthon        |                          |
| 32                            | United Autosports                 | Ligier JS P217-Gibson        | D                        | Hugo de Sadeleer         | Will Owen                | Juan Pablo Montoya       |                          |
| 33                            | Jackie Chan DC Racing             | Ligier JS P217-Gibson        | D                        | David Cheng              | Nicholas Boulle          | Pierre Nicolet           |                          |
| 34                            | Jackie Chan DC Racing             | Ligier JS P217-Gibson        | D                        | Ricky Taylor             | Côme Ledogar             | David Heinemeier Hansson |                          |
| 35                            | SMP Racing                        | Dallara P217-Gibson          | D                        | Viktor Shaytar           | Harrison Newey           | Norman Nato              |                          |
| 36                            | Signatech Alpine Matmut           | Alpine A470-Gibson           | D                        | Nicolas Lapierre         | André Negrão             | Pierre Thiriet           |                          |
| 37                            | Jackie Chan DC Racing             | Oreca 07-Gibson              | D                        | Jazeman Jaafar           | Nabil Jeffri             | Weiron Tan               |                          |
| 38                            | Jackie Chan DC Racing             | Oreca 07-Gibson              | D                        | Ho-Pin Tung              | Gabriel Aubry            | Stéphane Richelmi        |                          |
| 39                            | Graff-SO24                        | Oreca 07-Gibson              | D                        | Vincent Capillaire       | Jonathan Hirschi         | Tristan Gommendy         |                          |
| 40                            | G-Drive Racing                    | Oreca 07-Gibson              | D                        | James Allen              | Enzo Guibbert            | Jose Gutiérrez           |                          |
| 44                            | Eurasia Motorsport                | Ligier JS P217-Gibson        | D                        | Andrea Bertolini         | Niclas Jönsson           | Tracy Krohn              |                          |
| 47                            | Cetilar Villorba Corse            | Dallara P217-Gibson          | D                        | Roberto Lacorte          | Giorgio Sernagiotto      | Felipe Nasr              |                          |
| 48                            | IDEC Sport                        | Oreca 07-Gibson              | M                        | Paul Lafargue            | Paul-Loup Chatin         | Memo Rojas               |                          |
| 50                            | Larbre Compétition                | Ligier JS P217-Gibson        | M                        | Erwin Creed              | Romano Ricci             | Thomas Dagoneau          |                          |
| LMGTE Pro (17 inschrijvingen) |                                   |                              |                          |                          |                          |                          |                          |
| 51                            | AF Corse                          | Ferrari 488 GTE Evo          | M                        | Alessandro Pier Guidi    | James Calado             | Daniel Serra             |                          |
| 52                            | AF Corse                          | Ferrari 488 GTE Evo          | M                        | Toni Vilander            | Pipo Derani              | Antonio Giovinazzi       |                          |
| 63                            | Corvette Racing - GM              | Chevrolet Corvette C7.R      | M                        | Jan Magnussen            | Antonio García           | Mike Rockenfeller        |                          |
| 64                            | Corvette Racing - GM              | Chevrolet Corvette C7.R      | M                        | Oliver Gavin             | Marcel Fässler           | Tommy Milner             |                          |
| 66                            | Ford Chip Ganassi Racing Team UK  | Ford GT                      | M                        | Stefan Mücke             | Olivier Pla              | Billy Johnson            |                          |
| 67                            | Ford Chip Ganassi Racing Team UK  | Ford GT                      | M                        | Andy Priaulx             | Harry Tincknell          | Tony Kanaan              |                          |
| 68                            | Ford Chip Ganassi Racing Team USA | Ford GT                      | M                        | Joey Hand                | Dirk Müller              | Sébastien Bourdais       |                          |
| 69                            | Ford Chip Ganassi Racing Team USA | Ford GT                      | M                        | Ryan Briscoe             | Richard Westbrook        | Scott Dixon              |                          |
| 71                            | AF Corse                          | Ferrari 488 GTE Evo          | M                        | Davide Rigon             | Sam Bird                 | Miguel Molina            |                          |
| 81                            | BMW Team MTEK                     | BMW M8 GTE                   | M                        | Martin Tomczyk           | Nick Catsburg            | Philipp Eng              |                          |
| 82                            | BMW Team MTEK                     | BMW M8 GTE                   | M                        | Augusto Farfus           | António Félix da Costa   | Alexander Sims           |                          |
| 91                            | Porsche GT Team                   | Porsche 911 RSR              | M                        | Richard Lietz            | Gianmaria Bruni          | Frédéric Makowiecki      |                          |
| 92                            | Porsche GT Team                   | Porsche 911 RSR              | M                        | Michael Christensen      | Kévin Estre              | Laurens Vanthoor         |                          |
| 93                            | Porsche GT Team                   | Porsche 911 RSR              | M                        | Patrick Pilet            | Nick Tandy               | Earl Bamber              |                          |
| 94                            | Porsche GT Team                   | Porsche 911 RSR              | M                        | Romain Dumas             | Timo Bernhard            | Sven Müller              |                          |
| 95                            | Aston Martin Racing               | Aston Martin Vantage AMR     | M                        | Marco Sørensen           | Nicki Thiim              | Darren Turner            |                          |
| 97                            | Aston Martin Racing               | Aston Martin Vantage AMR     | M                        | Alex Lynn                | Maxime Martin            | Jonathan Adam            |                          |
| LMGTE Am (13 inschrijvingen)  |                                   |                              |                          |                          |                          |                          |                          |
| 54                            | Spirit of Race                    | Ferrari 488 GTE              | M                        | Giancarlo Fisichella     | Francesco Castellacci    | Thomas Flohr             |                          |
| 56                            | Team Project 1                    | Porsche 911 RSR              | M                        | Jörg Bergmeister         | Patrick Lindsey          | Egidio Perfetti          |                          |
| 61                            | Clearwater Racing                 | Ferrari 488 GTE              | M                        | Weng Sun Mok             | Matt Griffin             | Keita Sawa               |                          |
| 70                            | MR Racing                         | Ferrari 488 GTE              | M                        | Olivier Beretta          | Eddie Cheever III        | Motoaki Ishikawa         |                          |
| 77                            | Dempsey-Proton Racing             | Porsche 911 RSR              | M                        | Matt Campbell            | Julien Andlauer          | Christian Ried           |                          |
| 80                            | Ebimotors                         | Porsche 911 RSR              | M                        | Fabio Babini             | Christina Nielsen        | Erik Maris               |                          |
| 84                            | JMW Motorsport                    | Ferrari 488 GTE              | M                        | Liam Griffin             | Cooper MacNeil           | Jeff Segal               |                          |
| 85                            | Keating Motorsports               | Ferrari 488 GTE              | M                        | Jeroen Bleekemolen       | Ben Keating              | Luca Stolz               |                          |
| 86                            | Gulf Racing UK                    | Porsche 911 RSR              | M                        | Ben Barker               | Alex Davison             | Michael Wainwright       |                          |
| 88                            | Dempsey-Proton Racing             | Porsche 911 RSR              | M                        | Matteo Cairoli           | Khaled Al Qubaisi        | Giorgio Roda             |                          |
| 90                            | TF Sport                          | Aston Martin Vantage GTE     | M                        | Euan Hankey              | Charlie Eastwood         | Salih Yoluç              |                          |
| 98                            | Aston Martin Racing               | Aston Martin Vantage GTE     | M                        | Pedro Lamy               | Mathias Lauda            | Paul Dalla Lana          |                          |
| 99                            | Proton Competition                | Porsche 911 RSR              | M                        | Patrick Long             | Tim Pappas               | Spencer Pumpelly         |                          |

## Kwalificatie
Tijden vetgedrukt betekent de snelste tijd in die klasse. De snelste tijd voor elk team wordt aangegeven door een grijze achtergrond.
| Pos. | Klasse    | No. | Team                       | Q1       | Q2        | Q3        | Verschil | Grid |
| ---- | --------- | --- | -------------------------- | -------- | --------- | --------- | -------- | ---- |
| 1    | LMP1      | 8   | Toyota Gazoo Racing        | 3:17.270 | 3:18.021  | 3:15.377  |          | 1    |
| 2    | LMP1      | 7   | Toyota Gazoo Racing        | 3:17.377 | 3:19.860  | 3:17.523  | +2.000   | 2    |
| 3    | LMP1      | 1   | Rebellion Racing           | 3:19.662 | 3:23.261  | 3:19.449  | +4.072   | 3    |
| 4    | LMP1      | 17  | SMP Racing                 | 3:19.483 | 3:27.288  | 3:22.121  | +4.106   | 4    |
| 5    | LMP1      | 3   | Rebellion Racing           | 3:19.945 | 3:22.000  | 3:24.156  | +4.568   | 5    |
| 6    | LMP1      | 10  | DragonSpeed                | 3:21.110 | 4:05.947  | 3:23.413  | +5.733   | 6    |
| 7    | LMP1      | 11  | SMP Racing                 | 3:21.408 | 3:22.548  | Geen tijd | +6.031   | 7    |
| 8    | LMP1      | 4   | ByKolles Racing Team       | 3:22.505 | 3:25.330  | 3:42.221  | +7.128   | 8    |
| 9    | LMP1      | 6   | CEFC TRSM Racing           | 3:30.339 | 3:24.343  | 3:23.757  | +8.380   | 9    |
| 10   | LMP2      | 48  | IDEC Sport                 | 3:24.956 | 3:29.270  | 3:24.842  | +9.465   | 10   |
| 11   | LMP2      | 31  | DragonSpeed                | 3:26.508 | 3:30.168  | 3:24.883  | +9.506   | 11   |
| 12   | LMP2      | 26  | G-Drive Racing             | 3:26.447 | 3:27.975  | 3:25.160  | +9.780   | 12   |
| 13   | LMP2      | 28  | TDS Racing                 | 3:25.240 | 3:25.291  | 3:38.752  | +9.863   | 13   |
| 14   | LMP1      | 5   | CEFC TRSM Racing           | 3:30.481 | 3:25.268  | 3:32.100  | +9.891   | 14   |
| 15   | LMP2      | 23  | Panis Barthez Competition  | 3:29.421 | 3:28.008  | 3:25.376  | +9.999   | 15   |
| 16   | LMP2      | 36  | Signatech Alpine Matmut    | 3:26.681 | 3:28.069  | 3:27.297  | +11.304  | 16   |
| 17   | LMP2      | 39  | Graff-SO24                 | 3:29.860 | 3:26.701  | 3:29.696  | +11.324  | 17   |
| 18   | LMP2      | 22  | United Autosports          | 3:26.772 | 3:32.989  | 3:27.646  | +11.395  | 18   |
| 19   | LMP2      | 38  | Jackie Chan DC Racing      | 3:27.999 | 3:31.581  | 3:27.120  | +11.743  | 19   |
| 20   | LMP2      | 37  | Jackie Chan DC Racing      | 3:27.468 | 3:40.074  | 3:27.226  | +11.849  | 20   |
| 21   | LMP2      | 40  | G-Drive Racing             | 3:31.291 | 3:27.280  | 3:27.503  | +11.903  | 21   |
| 22   | LMP2      | 47  | Cetilar Villorba Corse     | 3:27.993 | 3:28.292  | Geen tijd | +12.616  | 22   |
| 23   | LMP2      | 29  | Racing Team Nederland      | 3:28.556 | 3:32.343  | 3:28.111  | +12.734  | 23   |
| 24   | LMP2      | 32  | United Autosports          | 3:30.347 | 3:28.159  | 3:29.299  | +12.782  | 24   |
| 25   | LMP2      | 35  | SMP Racing                 | 3:28.629 | 3:32.178  | 3:32.432  | +13.252  | 25   |
| 26   | LMP2      | 34  | Jackie Chan DC Racing      | 3:33.755 | 3:36.004  | 3:29.474  | +14.097  | 26   |
| 27   | LMP2      | 44  | Eurasia Motorsport         | 3:35.385 | 3:39.949  | 3:33.585  | +18.208  | 27   |
| 28   | LMP2      | 33  | Jackie Chan DC Racing      | 3:35.237 | 3:36.604  | 3:36.517  | +19.860  | 28   |
| 29   | LMP2      | 50  | Larbre Compétition         | 3:38.206 | 3:39.569  | 3:39.401  | +22.829  | 29   |
| 30   | LMP2      | 25  | Algarve Pro Racing         | 3:44.177 | 3:46.772  | 3:39.518  | +24.141  | 30   |
| 31   | LMGTE Pro | 91  | Porsche GT Team            | 3:47.504 | 3:51.150  | 3:50.141  | +32.127  | 31   |
| 32   | LMGTE Pro | 92  | Porsche GT Team            | 3:49.097 | 3:51.101  | 3:51.631  | +33.720  | 32   |
| 33   | LMGTE Pro | 66  | Ford Chip Ganassi Team UK  | 3:49.181 | 3:52.849  | 3:50.166  | +33.804  | 33   |
| 34   | LMGTE Pro | 51  | AF Corse                   | 3:49.854 | 3:53.032  | 3:49.494  | +34.117  | 34   |
| 35   | LMGTE Pro | 68  | Ford Chip Ganassi Team USA | 3:49.582 | 3:53.352  | 3:50.706  | +34.205  | 35   |
| 36   | LMGTE Pro | 93  | Porsche GT Team            | 3:50.261 | 3:49.621  | 3:49.589  | +34.212  | 36   |
| 37   | LMGTE Pro | 69  | Ford Chip Ganassi Team USA | 3:50.593 | 3:52.298  | 3:49.761  | +34.384  | 37   |
| 38   | LMGTE Pro | 94  | Porsche GT Team            | 3:50.089 | Geen tijd | Geen tijd | +34.712  | 38   |
| 39   | LMGTE Pro | 63  | Corvette Racing - GM       | 3:50.789 | 3:52.994  | 3:50.242  | +34.865  | 39   |
| 40   | LMGTE Pro | 71  | AF Corse                   | 3:50.669 | 3:53.998  | 3:50.246  | +34.869  | 40   |
| 41   | LMGTE Pro | 67  | Ford Chip Ganassi Team UK  | 3:50.429 | 3:53.883  | 3:52.292  | +35.052  | 41   |
| 42   | LMGTE Pro | 82  | BMW Team MTEK              | 3:50.579 | 3:53.999  | 3:52.123  | +35.202  | 42   |
| 43   | LMGTE Pro | 81  | BMW Team MTEK              | 3:50.596 | 3:55.150  | 3:53.078  | +35.219  | 43   |
| 44   | LMGTE Am  | 88  | Dempsey-Proton Racing      | 3:50.728 | 4:09.946  | 3:56.232  | +35.351  | 44   |
| 45   | LMGTE Pro | 64  | Corvette Racing - GM       | 3:50.952 | 3:52.923  | 3:51.124  | +35.575  | 45   |
| 46   | LMGTE Pro | 52  | AF Corse                   | 3:52.112 | 3:52.572  | 3:50.957  | +35.580  | 46   |
| 47   | LMGTE Am  | 86  | Gulf Racing UK             | 3:52.517 | 4:03.603  | 3:51.391  | +36.014  | 47   |
| 48   | LMGTE Am  | 77  | Dempsey-Proton Racing      | 3:51.930 | 4:09.835  | Geen tijd | +36.553  | 48   |
| 49   | LMGTE Am  | 54  | Spirit of Race             | 3:52.756 | 3:51.956  | 3:56.496  | +36.579  | 49   |
| 50   | LMGTE Pro | 97  | Aston Martin Racing        | 3:52.486 | 3:55.424  | 3:53.534  | +37.109  | 50   |
| 51   | LMGTE Am  | 56  | Team Project 1             | 3:52.985 | 3:58.235  | 3:54.406  | +37.608  | 51   |
| 52   | LMGTE Am  | 90  | TF Sport                   | 3:55.661 | 4:01.710  | 3:53.070  | +37.693  | 52   |
| 53   | LMGTE Am  | 80  | Ebimotors                  | 3:55.569 | 3:58.072  | 3:53.402  | +38.025  | 53   |
| 54   | LMGTE Am  | 61  | Clearwater Racing          | 3:55.076 | 3:55.727  | 3:53.409  | +38.032  | 54   |
| 55   | LMGTE Am  | 84  | JMW Motorsport             | 3:54.384 | 3:53.439  | 3:58.615  | +38.062  | 55   |
| 56   | LMGTE Pro | 95  | Aston Martin Racing        | 3:54.780 | 3:56.630  | 3:53.523  | +38.146  | 56   |
| 57   | LMGTE Am  | 98  | Aston Martin Racing        | 3:54.307 | 3:58.707  | 3:53.817  | +38.440  | 57   |
| 58   | LMGTE Am  | 85  | Keating Motorsport         | 3:54.000 | 3:58.661  | 3:54.668  | +38.623  | 58   |
| 59   | LMGTE Am  | 99  | Proton Competition         | 4:03.107 | 3:54.720  | 3:54.953  | +39.343  | 59   |
| 60   | LMGTE Am  | 70  | MR Racing                  | 3:54.951 | 4:02.540  | 3:55.343  | +39.574  | 60   |

## Uitslag
Winnaars in hun klasse zijn vetgedrukt; LMP1 is rood, LMP2 is blauw, LMGTE Pro is groen en LMGTE Am is oranje.
| Pos. | Klasse    | No. | Team                       | Coureurs                                                | Chassis                          | Banden | Ronden | Tijd/Reden                  |
| Pos. | Klasse    | No. | Team                       | Coureurs                                                | Motor                            | Banden | Ronden | Tijd/Reden                  |
| ---- | --------- | --- | -------------------------- | ------------------------------------------------------- | -------------------------------- | ------ | ------ | --------------------------- |
| 1    | LMP1      | 8   | Toyota Gazoo Racing        | Sébastien Buemi Kazuki Nakajima Fernando Alonso         | Toyota TS050 Hybrid              | M      | 388    | 24:00.52.247                |
| 1    | LMP1      | 8   | Toyota Gazoo Racing        | Sébastien Buemi Kazuki Nakajima Fernando Alonso         | Toyota 2.4 L Turbo V6            | M      | 388    | 24:00.52.247                |
| 2    | LMP1      | 7   | Toyota Gazoo Racing        | Mike Conway Kamui Kobayashi José María López            | Toyota TS050 Hybrid              | M      | 386    | +2 ronden                   |
| 2    | LMP1      | 7   | Toyota Gazoo Racing        | Mike Conway Kamui Kobayashi José María López            | Toyota 2.4 L Turbo V6            | M      | 386    | +2 ronden                   |
| 3    | LMP1      | 3   | Rebellion Racing           | Thomas Laurent Gustavo Menezes Mathias Beche            | Rebellion R13                    | M      | 376    | +12 ronden                  |
| 3    | LMP1      | 3   | Rebellion Racing           | Thomas Laurent Gustavo Menezes Mathias Beche            | Gibson GL458 4.5 L V8            | M      | 376    | +12 ronden                  |
| 4    | LMP1      | 1   | Rebellion Racing           | Bruno Senna André Lotterer Neel Jani                    | Rebellion R13                    | M      | 375    | +13 ronden                  |
| 4    | LMP1      | 1   | Rebellion Racing           | Bruno Senna André Lotterer Neel Jani                    | Gibson GL458 4.5 L V8            | M      | 375    | +13 ronden                  |
| 5    | LMP2      | 36  | Signatech Alpine Matmut    | Nicolas Lapierre Pierre Thiriet André Negrão            | Alpine A470                      | D      | 367    | +21 ronden                  |
| 5    | LMP2      | 36  | Signatech Alpine Matmut    | Nicolas Lapierre Pierre Thiriet André Negrão            | Gibson GK428 4.2 L V8            | D      | 367    | +21 ronden                  |
| 6    | LMP2      | 39  | Graff-SO24                 | Vincent Capillaire Jonathan Hirschi Tristan Gommendy    | Oreca 07                         | D      | 366    | +22 ronden                  |
| 6    | LMP2      | 39  | Graff-SO24                 | Vincent Capillaire Jonathan Hirschi Tristan Gommendy    | Gibson GK428 4.2 L V8            | D      | 366    | +22 ronden                  |
| 7    | LMP2      | 32  | United Autosports          | Hugo de Sadeleer Will Owen Juan Pablo Montoya           | Ligier JS P217                   | D      | 365    | +23 ronden                  |
| 7    | LMP2      | 32  | United Autosports          | Hugo de Sadeleer Will Owen Juan Pablo Montoya           | Gibson GK428 4.2 L V8            | D      | 365    | +23 ronden                  |
| 8    | LMP2      | 37  | Jackie Chan DC Racing      | Jazeman Jaafar Nabil Jeffri Weiron Tan                  | Oreca 07                         | D      | 361    | +27 ronden                  |
| 8    | LMP2      | 37  | Jackie Chan DC Racing      | Jazeman Jaafar Nabil Jeffri Weiron Tan                  | Gibson GK428 4.2 L V8            | D      | 361    | +27 ronden                  |
| 9    | LMP2      | 31  | DragonSpeed                | Roberto González Pastor Maldonado Nathanaël Berthon     | Oreca 07                         | M      | 360    | +28 ronden                  |
| 9    | LMP2      | 31  | DragonSpeed                | Roberto González Pastor Maldonado Nathanaël Berthon     | Gibson GK428 4.2 L V8            | M      | 360    | +28 ronden                  |
| 10   | LMP2      | 38  | Jackie Chan DC Racing      | Ho-Pin Tung Gabriel Aubry Stéphane Richelmi             | Oreca 07                         | D      | 356    | +32 ronden                  |
| 10   | LMP2      | 38  | Jackie Chan DC Racing      | Ho-Pin Tung Gabriel Aubry Stéphane Richelmi             | Gibson GK428 4.2 L V8            | D      | 356    | +32 ronden                  |
| 11   | LMP2      | 29  | Racing Team Nederland      | Giedo van der Garde Jan Lammers Frits van Eerd          | Dallara P217                     | M      | 356    | +32 ronden                  |
| 11   | LMP2      | 29  | Racing Team Nederland      | Giedo van der Garde Jan Lammers Frits van Eerd          | Gibson GK428 4.2 L V8            | M      | 356    | +32 ronden                  |
| 12   | LMP2      | 33  | Jackie Chan DC Racing      | David Cheng Nicholas Boulle Jacques Nicolet             | Ligier JS P217                   | D      | 355    | +33 ronden                  |
| 12   | LMP2      | 33  | Jackie Chan DC Racing      | David Cheng Nicholas Boulle Jacques Nicolet             | Gibson GK428 4.2 L V8            | D      | 355    | +33 ronden                  |
| 13   | LMP2      | 23  | Panis Barthez Competition  | Julien Canal Timothé Buret Will Stevens                 | Ligier JS P217                   | M      | 352    | +36 ronden                  |
| 13   | LMP2      | 23  | Panis Barthez Competition  | Julien Canal Timothé Buret Will Stevens                 | Gibson GK428 4.2 L V8            | M      | 352    | +36 ronden                  |
| 14   | LMP2      | 35  | SMP Racing                 | Viktor Shaytar Harrison Newey Norman Nato               | Dallara P217                     | D      | 345    | +43 ronden                  |
| 14   | LMP2      | 35  | SMP Racing                 | Viktor Shaytar Harrison Newey Norman Nato               | Gibson GK428 4.2 L V8            | D      | 345    | +43 ronden                  |
| 15   | LMGTE Pro | 92  | Porsche GT Team            | Michael Christensen Kévin Estre Laurens Vanthoor        | Porsche 911 RSR                  | M      | 344    | +44 ronden                  |
| 15   | LMGTE Pro | 92  | Porsche GT Team            | Michael Christensen Kévin Estre Laurens Vanthoor        | Porsche 4.0 L Flat-6             | M      | 344    | +44 ronden                  |
| 16   | LMGTE Pro | 91  | Porsche GT Team            | Richard Lietz Gianmaria Bruni Frédéric Makowiecki       | Porsche 911 RSR                  | M      | 343    | +45 ronden                  |
| 16   | LMGTE Pro | 91  | Porsche GT Team            | Richard Lietz Gianmaria Bruni Frédéric Makowiecki       | Porsche 4.0 L Flat-6             | M      | 343    | +45 ronden                  |
| 17   | LMGTE Pro | 68  | Ford Chip Ganassi Team USA | Joey Hand Dirk Müller Sébastien Bourdais                | Ford GT                          | M      | 343    | +45 ronden                  |
| 17   | LMGTE Pro | 68  | Ford Chip Ganassi Team USA | Joey Hand Dirk Müller Sébastien Bourdais                | Ford EcoBoost 3.5 L Turbo V6     | M      | 343    | +45 ronden                  |
| 18   | LMGTE Pro | 63  | Corvette Racing - GM       | Jan Magnussen Antonio García Mike Rockenfeller          | Chevrolet Corvette C7.R          | M      | 342    | +46 ronden                  |
| 18   | LMGTE Pro | 63  | Corvette Racing - GM       | Jan Magnussen Antonio García Mike Rockenfeller          | Chevrolet 5.5 L V8               | M      | 342    | +46 ronden                  |
| 19   | LMP2      | 47  | Cetilar Villorba Corse     | Roberto Lacorte Giorgio Sernagiotto Felipe Nasr         | Dallara P217                     | D      | 342    | +46 ronden                  |
| 19   | LMP2      | 47  | Cetilar Villorba Corse     | Roberto Lacorte Giorgio Sernagiotto Felipe Nasr         | Gibson GK428 4.2 L V8            | D      | 342    | +46 ronden                  |
| 20   | LMGTE Pro | 52  | AF Corse                   | Toni Vilander Pipo Derani Antonio Giovinazzi            | Ferrari 488 GTE Evo              | M      | 341    | +47 ronden                  |
| 20   | LMGTE Pro | 52  | AF Corse                   | Toni Vilander Pipo Derani Antonio Giovinazzi            | Ferrari F154CB 3.9 L Turbo V8    | M      | 341    | +47 ronden                  |
| 21   | LMGTE Pro | 66  | Ford Chip Ganassi Team UK  | Stefan Mücke Olivier Pla Billy Johnson                  | Ford GT                          | M      | 340    | +48 ronden                  |
| 21   | LMGTE Pro | 66  | Ford Chip Ganassi Team UK  | Stefan Mücke Olivier Pla Billy Johnson                  | Ford EcoBoost 3.5 L Turbo V6     | M      | 340    | +48 ronden                  |
| 22   | LMGTE Pro | 51  | AF Corse                   | James Calado Alessandro Pier Guidi Daniel Serra         | Ferrari 488 GTE Evo              | M      | 339    | +49 ronden                  |
| 22   | LMGTE Pro | 51  | AF Corse                   | James Calado Alessandro Pier Guidi Daniel Serra         | Ferrari F154CB 3.9 L Turbo V8    | M      | 339    | +49 ronden                  |
| 23   | LMGTE Pro | 95  | Aston Martin Racing        | Nicki Thiim Marco Sørensen Darren Turner                | Aston Martin Vantage AMR         | M      | 339    | +49 ronden                  |
| 23   | LMGTE Pro | 95  | Aston Martin Racing        | Nicki Thiim Marco Sørensen Darren Turner                | Aston Martin 4.0 L Turbo V8      | M      | 339    | +49 ronden                  |
| 24   | LMGTE Pro | 71  | AF Corse                   | Davide Rigon Sam Bird Miguel Molina                     | Ferrari 488 GTE Evo              | M      | 338    | +50 ronden                  |
| 24   | LMGTE Pro | 71  | AF Corse                   | Davide Rigon Sam Bird Miguel Molina                     | Ferrari F154CB 3.9 L Turbo V8    | M      | 338    | +50 ronden                  |
| 25   | LMGTE Am  | 77  | Dempsey-Proton Racing      | Matt Campbell Christian Ried Julien Andlauer            | Porsche 911 RSR                  | M      | 335    | +53 ronden                  |
| 25   | LMGTE Am  | 77  | Dempsey-Proton Racing      | Matt Campbell Christian Ried Julien Andlauer            | Porsche 4.0 L Flat-6             | M      | 335    | +53 ronden                  |
| 26   | LMGTE Am  | 54  | Spirit of Race             | Thomas Flohr Francesco Castellacci Giancarlo Fisichella | Ferrari 488 GTE                  | M      | 335    | +53 ronden                  |
| 26   | LMGTE Am  | 54  | Spirit of Race             | Thomas Flohr Francesco Castellacci Giancarlo Fisichella | Ferrari F154CB 3.9 L Turbo V8    | M      | 335    | +53 ronden                  |
| 27   | LMGTE Pro | 93  | Porsche GT Team            | Patrick Pilet Nick Tandy Earl Bamber                    | Porsche 911 RSR                  | M      | 334    | +54 ronden                  |
| 27   | LMGTE Pro | 93  | Porsche GT Team            | Patrick Pilet Nick Tandy Earl Bamber                    | Porsche 4.0 L Flat-6             | M      | 334    | +54 ronden                  |
| 28   | LMGTE Am  | 85  | Keating Motorsports        | Ben Keating Jeroen Bleekemolen Luca Stolz               | Ferrari 488 GTE                  | M      | 334    | +54 ronden                  |
| 28   | LMGTE Am  | 85  | Keating Motorsports        | Ben Keating Jeroen Bleekemolen Luca Stolz               | Ferrari F154CB 3.9 L Turbo V8    | M      | 334    | +54 ronden                  |
| 29   | LMGTE Am  | 99  | Proton Competition         | Patrick Long Tim Pappas Spencer Pumpelly                | Porsche 911 RSR                  | M      | 334    | +54 ronden                  |
| 29   | LMGTE Am  | 99  | Proton Competition         | Patrick Long Tim Pappas Spencer Pumpelly                | Porsche 4.0 L Flat-6             | M      | 334    | +54 ronden                  |
| 30   | LMGTE Am  | 84  | JMW Motorsport             | Liam Griffin Cooper MacNeil Jeffrey Segal               | Ferrari 488 GTE                  | M      | 332    | +56 ronden                  |
| 30   | LMGTE Am  | 84  | JMW Motorsport             | Liam Griffin Cooper MacNeil Jeffrey Segal               | Ferrari F154CB 3.9 L Turbo V8    | M      | 332    | +56 ronden                  |
| 31   | LMGTE Am  | 80  | Ebimotors                  | Fabio Babini Christina Nielsen Erik Maris               | Porsche 911 RSR                  | M      | 332    | +56 ronden                  |
| 31   | LMGTE Am  | 80  | Ebimotors                  | Fabio Babini Christina Nielsen Erik Maris               | Porsche 4.0 L Flat-6             | M      | 332    | +56 ronden                  |
| 32   | LMP2      | 50  | Larbre Compétition         | Erwin Creed Romano Ricci Thomas Dagoneau                | Ligier JS P217                   | M      | 332    | +56 ronden                  |
| 32   | LMP2      | 50  | Larbre Compétition         | Erwin Creed Romano Ricci Thomas Dagoneau                | Gibson GK428 4.2 L V8            | M      | 332    | +56 ronden                  |
| 33   | LMGTE Pro | 81  | BMW Team MTEK              | Nick Catsburg Martin Tomczyk Philipp Eng                | BMW M8 GTE                       | M      | 332    | +56 ronden                  |
| 33   | LMGTE Pro | 81  | BMW Team MTEK              | Nick Catsburg Martin Tomczyk Philipp Eng                | BMW S63 4.0 L Turbo V6           | M      | 332    | +56 ronden                  |
| 34   | LMGTE Am  | 56  | Team Project 1             | Jörg Bergmeister Patrick Lindsey Egidio Perfetti        | Porsche 911 RSR                  | M      | 332    | +56 ronden                  |
| 34   | LMGTE Am  | 56  | Team Project 1             | Jörg Bergmeister Patrick Lindsey Egidio Perfetti        | Porsche 4.0 L Flat-6             | M      | 332    | +56 ronden                  |
| 35   | LMGTE Am  | 61  | Clearwater Racing          | Matt Griffin Weng Sun Mok Keita Sawa                    | Ferrari 488 GTE                  | M      | 332    | +56 ronden                  |
| 35   | LMGTE Am  | 61  | Clearwater Racing          | Matt Griffin Weng Sun Mok Keita Sawa                    | Ferrari F154CB 3.9 L Turbo V8    | M      | 332    | +56 ronden                  |
| 36   | LMGTE Pro | 67  | Ford Chip Ganassi Team UK  | Harry Tincknell Andy Priaulx Tony Kanaan                | Ford GT                          | M      | 332    | +56 ronden                  |
| 36   | LMGTE Pro | 67  | Ford Chip Ganassi Team UK  | Harry Tincknell Andy Priaulx Tony Kanaan                | Ford EcoBoost 3.5 L Turbo V6     | M      | 332    | +56 ronden                  |
| 37   | LMGTE Pro | 97  | Aston Martin Racing        | Alex Lynn Jonathan Adam Maxime Martin                   | Aston Martin Vantage AMR         | M      | 327    | +61 ronden                  |
| 37   | LMGTE Pro | 97  | Aston Martin Racing        | Alex Lynn Jonathan Adam Maxime Martin                   | Aston Martin 4.0 L Turbo V8      | M      | 327    | +61 ronden                  |
| 38   | LMGTE Am  | 70  | MR Racing                  | Olivier Beretta Eddie Cheever III Motoaki Ishikawa      | Ferrari 488 GTE                  | M      | 324    | +64 ronden                  |
| 38   | LMGTE Am  | 70  | MR Racing                  | Olivier Beretta Eddie Cheever III Motoaki Ishikawa      | Ferrari F154CB 3.9 L Turbo V8    | M      | 324    | +64 ronden                  |
| 39   | LMGTE Pro | 69  | Ford Chip Ganassi Team USA | Ryan Briscoe Richard Westbrook Scott Dixon              | Ford GT                          | M      | 309    | +79 ronden                  |
| 39   | LMGTE Pro | 69  | Ford Chip Ganassi Team USA | Ryan Briscoe Richard Westbrook Scott Dixon              | Ford EcoBoost 3.5 L Turbo V6     | M      | 309    | +79 ronden                  |
| 40   | LMGTE Am  | 86  | Gulf Racing                | Mike Wainwright Ben Barker Alex Davison                 | Porsche 911 RSR                  | M      | 283    | +105 ronden                 |
| 40   | LMGTE Am  | 86  | Gulf Racing                | Mike Wainwright Ben Barker Alex Davison                 | Porsche 4.0 L Flat-6             | M      | 283    | +105 ronden                 |
| 41   | LMP1      | 5   | CEFC TRSM Racing           | Charlie Robertson Michael Simpson Léo Roussel           | Ginetta G60-LT-P1                | M      | 283    | +105 ronden                 |
| 41   | LMP1      | 5   | CEFC TRSM Racing           | Charlie Robertson Michael Simpson Léo Roussel           | Mecachrome V634P1 3.4 L Turbo V6 | M      | 283    | +105 ronden                 |
| NC   | LMP2      | 44  | Eurasia Motorsport         | Andrea Bertolini Niclas Jönsson Tracy Krohn             | Ligier JS P217                   | D      | 334    | Laatste ronde niet voltooid |
| NC   | LMP2      | 44  | Eurasia Motorsport         | Andrea Bertolini Niclas Jönsson Tracy Krohn             | Gibson GK428 4.2 L V8            | D      | 334    | Laatste ronde niet voltooid |
| DNF  | LMP1      | 11  | SMP Racing                 | Mikhail Aleshin Vitaly Petrov Jenson Button             | BR Engineering BR1               | M      | 315    | Motor                       |
| DNF  | LMP1      | 11  | SMP Racing                 | Mikhail Aleshin Vitaly Petrov Jenson Button             | AER P60B 2.4 L Turbo V6          | M      | 315    | Motor                       |
| DNF  | LMP2      | 48  | IDEC Sport                 | Paul Lafargue Paul-Loup Chatin Memo Rojas               | Oreca 07                         | M      | 312    | Versnellingsbak             |
| DNF  | LMP2      | 48  | IDEC Sport                 | Paul Lafargue Paul-Loup Chatin Memo Rojas               | Gibson GK428 4.2 L V8            | M      | 312    | Versnellingsbak             |
| DNF  | LMGTE Am  | 90  | TF Sport                   | Euan Hankey Charlie Eastwood Salih Yoluç                | Aston Martin V8 Vantage GTE      | M      | 304    | Aandrijving                 |
| DNF  | LMGTE Am  | 90  | TF Sport                   | Euan Hankey Charlie Eastwood Salih Yoluç                | Aston Martin 4.5 L V8            | M      | 304    | Aandrijving                 |
| DNF  | LMP2      | 22  | United Autosports          | Phil Hanson Paul di Resta Filipe Albuquerque            | Ligier JS P217                   | D      | 288    | Ongeluk                     |
| DNF  | LMP2      | 22  | United Autosports          | Phil Hanson Paul di Resta Filipe Albuquerque            | Gibson GK428 4.2 L V8            | D      | 288    | Ongeluk                     |
| DNF  | LMGTE Pro | 64  | Corvette Racing - GM       | Oliver Gavin Tommy Milner Marcel Fässler                | Chevrolet Corvette C7.R          | M      | 259    | Oververhitting              |
| DNF  | LMGTE Pro | 64  | Corvette Racing - GM       | Oliver Gavin Tommy Milner Marcel Fässler                | Chevrolet 5.5 L V8               | M      | 259    | Oververhitting              |
| DNF  | LMP1      | 10  | DragonSpeed                | Ben Hanley Henrik Hedman Renger van der Zande           | BR Engineering BR1               | M      | 244    | Ongeluk                     |
| DNF  | LMP1      | 10  | DragonSpeed                | Ben Hanley Henrik Hedman Renger van der Zande           | Gibson GL458 4.5 L V8            | M      | 244    | Ongeluk                     |
| DNF  | LMP2      | 25  | Algarve Pro Racing         | Mark Patterson Ate de Jong Tacksung Kim                 | Ligier JS P217                   | D      | 237    | Versnellingsbak             |
| DNF  | LMP2      | 25  | Algarve Pro Racing         | Mark Patterson Ate de Jong Tacksung Kim                 | Gibson GK428 4.2 L V8            | D      | 237    | Versnellingsbak             |
| DNF  | LMGTE Am  | 88  | Dempsey-Proton Racing      | Khaled Al Qubaisi Matteo Cairoli Giorgio Roda           | Porsche 911 RSR                  | M      | 225    | Ophanging                   |
| DNF  | LMGTE Am  | 88  | Dempsey-Proton Racing      | Khaled Al Qubaisi Matteo Cairoli Giorgio Roda           | Porsche 4.0 L Flat-6             | M      | 225    | Ophanging                   |
| DNF  | LMGTE Pro | 82  | BMW Team MTEK              | António Félix da Costa Alexander Sims Augusto Farfus    | BMW M8 GTE                       | M      | 223    | Schade                      |
| DNF  | LMGTE Pro | 82  | BMW Team MTEK              | António Félix da Costa Alexander Sims Augusto Farfus    | BMW S63 4.0 L Turbo V6           | M      | 223    | Schade                      |
| DNF  | LMP2      | 40  | G-Drive Racing             | James Allen José Gutiérrez Enzo Guibbert                | Oreca 07                         | D      | 197    | Ongeluk                     |
| DNF  | LMP2      | 40  | G-Drive Racing             | James Allen José Gutiérrez Enzo Guibbert                | Gibson GK428 4.2 L V8            | D      | 197    | Ongeluk                     |
| DNF  | LMP2      | 34  | Jackie Chan DC Racing      | Ricky Taylor Côme Ledogar David Heinemeier Hansson      | Ligier JS P217                   | D      | 195    | Motor                       |
| DNF  | LMP2      | 34  | Jackie Chan DC Racing      | Ricky Taylor Côme Ledogar David Heinemeier Hansson      | Gibson GK428 4.2 L V8            | D      | 195    | Motor                       |
| DNF  | LMP1      | 6   | CEFC TRSM Racing           | Oliver Rowland Alex Brundle Oliver Turvey               | Ginetta G60-LT-P1                | M      | 137    | Elektrisch                  |
| DNF  | LMP1      | 6   | CEFC TRSM Racing           | Oliver Rowland Alex Brundle Oliver Turvey               | Mecachrome V634P1 3.4 L Turbo V6 | M      | 137    | Elektrisch                  |
| DNF  | LMP1      | 17  | SMP Racing                 | Stéphane Sarrazin Matevos Isaakyan Egor Orudzhev        | BR Engineering BR1               | M      | 123    | Ongeluk                     |
| DNF  | LMP1      | 17  | SMP Racing                 | Stéphane Sarrazin Matevos Isaakyan Egor Orudzhev        | AER P60B 2.4 L Turbo V6          | M      | 123    | Ongeluk                     |
| DNF  | LMGTE Pro | 94  | Porsche GT Team            | Romain Dumas Timo Bernhard Sven Müller                  | Porsche 911 RSR                  | M      | 92     | Ophanging                   |
| DNF  | LMGTE Pro | 94  | Porsche GT Team            | Romain Dumas Timo Bernhard Sven Müller                  | Porsche 4.0 L Flat-6             | M      | 92     | Ophanging                   |
| DNF  | LMGTE Am  | 98  | Aston Martin Racing        | Paul Dalla Lana Mathias Lauda Pedro Lamy                | Aston Martin V8 Vantage GTE      | M      | 92     | Ongeluk                     |
| DNF  | LMGTE Am  | 98  | Aston Martin Racing        | Paul Dalla Lana Mathias Lauda Pedro Lamy                | Aston Martin 4.5 L V8            | M      | 92     | Ongeluk                     |
| DNF  | LMP1      | 4   | ByKolles Racing Team       | Oliver Webb Tom Dillmann Dominik Kraihamer              | ENSO CLM P1/01                   | M      | 65     | Ongeluk                     |
| DNF  | LMP1      | 4   | ByKolles Racing Team       | Oliver Webb Tom Dillmann Dominik Kraihamer              | Nismo VRX30A 3.0 L Turbo V6      | M      | 65     | Ongeluk                     |
| DSQ  | LMP2      | 26  | G-Drive Racing             | Roman Rusinov Andrea Pizzitola Jean-Éric Vergne         | Oreca 07                         | D      | 369    | Gediskwalificeerd           |
| DSQ  | LMP2      | 26  | G-Drive Racing             | Roman Rusinov Andrea Pizzitola Jean-Éric Vergne         | Gibson GK428 4.2 L V8            | D      | 369    | Gediskwalificeerd           |
| DSQ  | LMP2      | 28  | TDS Racing                 | François Perrodo Loïc Duval Matthieu Vaxivière          | Oreca 07                         | D      | 365    | Gediskwalificeerd           |
| DSQ  | LMP2      | 28  | TDS Racing                 | François Perrodo Loïc Duval Matthieu Vaxivière          | Gibson GK428 4.2 L V8            | D      | 365    | Gediskwalificeerd           |

## Tussenstanden na wedstrijd
LMP (coureurs)
| Pos | Coureur                                         | Punten |
| --- | ----------------------------------------------- | ------ |
| 1   | Fernando Alonso Sébastien Buemi Kazuki Nakajima | 65     |
| 2   | Mike Conway Kamui Kobayashi José María López    | 45     |
| 3   | Mathias Beche Thomas Laurent Gustavo Menezes    | 38     |
| 4   | Nicolas Lapierre André Negrão Pierre Thiriet    | 21     |
| 5   | Bruno Senna Neel Jani André Lotterer            | 18     |

LMP1 (teams)
| Pos | Team                 | Punten |
| --- | -------------------- | ------ |
| 1   | Toyota Gazoo Racing  | 65     |
| 2   | Rebellion Racing     | 38     |
| 3   | ByKolles Racing Team | 12     |
| 4   | SMP Racing           | 10     |
| 5   | CEFC TRSM Racing     | 1      |

GTE (coureurs)
| Pos | Coureur                                | Punten |
| --- | -------------------------------------- | ------ |
| 1   | Michael Christensen Kévin Estre        | 56     |
| 2   | Billy Johnson Stefan Mücke Olivier Pla | 48     |
| 3   | Gianmaria Bruni Richard Lietz          | 40     |
| 4   | Laurens Vanthoor                       | 38     |
| 5   | Frédéric Makowiecki                    | 28     |

GTE (constructeurs)
| Pos | Constructeur | Punten |
| --- | ------------ | ------ |
| 1   | Porsche      | 96     |
| 2   | Ford         | 50     |
| 3   | Ferrari      | 45,5   |
| 4   | Aston Martin | 30     |
| 5   | BMW          | 17     |

LMP2 (coureurs)
| Pos | Coureur                                             | Punten |
| --- | --------------------------------------------------- | ------ |
| 1   | Nicolas Lapierre André Negrão Pierre Thiriet        | 57     |
| 2   | Gabriel Aubry Stéphane Richelmi Ho-Pin Tung         | 43     |
| 3   | Jazeman Jaafar Nabil Jeffri Weiron Tan              | 42     |
| 4   | Nathanaël Berthon Roberto González Pastor Maldonado | 34     |
| 5   | Giedo van der Garde Jan Lammers Frits van Eerd      | 21     |

LMP2 (teams)
| Pos | Nr | Team                    | Punten |
| --- | -- | ----------------------- | ------ |
| 1   | 36 | Signatech Alpine Matmut | 57     |
| 2   | 38 | Jackie Chan DC Racing   | 43     |
| 3   | 37 | Jackie Chan DC Racing   | 42     |
| 4   | 31 | DragonSpeed             | 34     |
| 5   | 29 | Racing Team Nederland   | 21     |

GTE Am (coureurs)
| Pos | Coureur                                                 | Punten |
| --- | ------------------------------------------------------- | ------ |
| 1   | Julien Andlauer Matt Campbell Christian Ried            | 51     |
| 2   | Matt Griffin Weng Sun Mok Keita Sawa                    | 33     |
| 3   | Francesco Castellacci Giancarlo Fisichella Thomas Flohr | 31     |
| 4   | Paul Dalla Lana Pedro Lamy Mathias Lauda                | 25     |
| 5   | Jörg Bergmeister Patrick Lindsey Egidio Perfetti        | 25     |

GTE Am (teams)
| Pos | Nr | Team                  | Punten |
| --- | -- | --------------------- | ------ |
| 1   | 77 | Dempsey-Proton Racing | 51     |
| 2   | 61 | Clearwater Racing     | 33     |
| 3   | 54 | Spirit of Race        | 31     |
| 4   | 98 | Aston Martin Racing   | 25     |
| 5   | 56 | Team Project 1        | 25     |

1923 · 1924 · 1925 · 1926 · 1927 · 1928 · 1929 · 1930 · 1931 · 1932 · 1933 · 1934 · 1935 · 1936 · 1937 · 1938 · 1939 · 1940 - 1948 · 1949 · 1950 · 1951 · 1952 · 1953 · 1954 · 1955 (Ramp) · 1956 · 1957 · 1958 · 1959 · 1960 · 1961 · 1962 · 1963 · 1964 · 1965 · 1966 · 1967 · 1968 · 1969 · 1970 · 1971 · 1972 · 1973 · 1974 · 1975 · 1976 · 1977 · 1978 · 1979 · 1980 · 1981 · 1982 · 1983 · 1984 · 1985 · 1986 · 1987 · 1988 · 1989 · 1990 · 1991 · 1992 · 1993 · 1994 · 1995 · 1996 · 1997 · 1998 · 1999 · 2000 · 2001 · 2002 · 2003 · 2004 · 2005 · 2006 · 2007 · 2008 · 2009 · 2010 · 2011 · 2012 · 2013 · 2014 · 2015 · 2016 · 2017 · 2018 · 2019 · 2020 · 2021 · 2022 · 2023 · 2024